# Evgeni Yanchovski
Evgeni Yanchovski (Sófia, 5 de setembro de 1939) é um ex-futebolista e treinador búlgaro que atuava como defensor.

## Carreira
Evgeni Yanchovski fez parte do elenco da Seleção Búlgara na Copa do Mundo de 1966.